# Malena Mörling
Malena Mörling, nascuda 1965, és una poetessa i traductora sueca-estatunidenca.
És l'autora de dos llibres de poesia, Ocean Avenue, pel qual va guanyar el premi New Issues Press Poetry Prize el 1998 i Astoria, publicada per Pittsburgh Press l'any 2006. Ha traduït a l'anglès obres del poeta suec Tomas Tranströmer, així com de la poetessa finlandesa-sueca Edith Södergran, i molts altres poetes suecs; així com, al suec, el poeta nord-americà Philip Levine. Li fou concedida una beca de la Fundació John Simon Guggenheim el 2007 i una beca literària de la Lannan Foundation el 2010. És una investigadora associada a l'Escola d'Investigació Avançada sobre la Experiència Humana de Santa Fe, Nou Mèxic.
Mörling ha rebut l'elogi excepcional d'editors i poetes tan per "Ocean Avenue" com per "Astoria. Ed Ochester va escriure a "The Best American Poetry": "Els poemes de MALENA MÖRLING són continguts, minimalistes, sense cap mena de pretensions, però -com ho fa?- parlen de les condicions centrals de la nostra vida, com pocs poemes ho fan."
Gerald Stern també va dir: "La passió de Malena Mörling és l'observació. Ella ho veu tot: víctimes, suïcidis, mares perdudes, comptadors compulsius, dones cegues en autobusos -amb un ull penetrant. És profundament conscient del moment del “pas”, que informa la seva poesia. "Ocean Avenue" és subtil, encantadora i original. "
Mörling va néixer a Estocolm, Suècia 1965. Va créixer al sud de Suècia. Actualment és professora en el Departament d'Escriptura Creativa a la Universitat de Carolina del Nord a Wilmington i en la i membre del cos docent del postgrau en belles arts "Low Residency" a la Universitat de Nova Anglaterra.